# Prokletstvo Kennedyjevih
Prokletstvo Kennedyjevih, niz tragičnih događaja u poznatoj američkoj obitelji Kennedy, koji su zadesili potomke američkog poduzetnika i bankara Josepha P. Kennedyja st. (1888. – 1969.), a koji su u javnosti i medijima prikazani kao obiteljsko prokletstvo.

## Kronologija tragičnih događaja u obitelji Kennedy
- 12. kolovoza 1944. - poginuo je dvadesetdevetogodišnji Joseph P. Kennedy ml. u bombarderu koji je letio iznad East Suffokla u Engleskoj.[1]
- 13. svibnja 1948. - Kathleen Kennedy Cavendish je poginula u zrakoplovnoj nesreći u Francuskoj.[1]
- 9. kolovoza 1963. - Patrick Bouvier Kennedy, sin Johna F. Kennedyja umro je od posljedica sindroma respiratornog distresa dojenčadi.[1]
- 22. studenog 1963. - izvršen je atentat na američkog predsjednika Johna F. Kennedyja u Dallasu, Teksas.[1]
- 5. lipnja 1968. - izvršen je atentat na američkog senatora Roberta F. Kennedyja, koji je umro sljedeće jutro od posljedica ranjavanja.[2]
- 18. srpnja 1969. - Ted Kennedy je prouzročio smrt 28-godišnje suvozačice Mary Jo Kopechne kada je autom sletio s mosta na otoku Chappaquiddick, Massachusets.
- 25. travnja 1984. - David A. Kennedy je umro u hotelu u Palm Beachu, Florida od posljedica predoziranja narkoticima.[2]
- 31. prosinca 1997. - Michael LeMoyne Kennedy je poginuo u skijaškoj nesreći prilikom koje se zaletio u stablo u Aspenu, Kolorado.
- 16. srpnja 1999. - John F. Kennedy ml. je poginuo u zrakoplovnoj nesreći u zrakoplovu kojim je pillotirao, a koji se srušio u Atlantski ocean na pučini nedaleko od otoka Martha's Vineyard.
- 16. rujna 2011. - Kara Kennedy, kćerka Teda Kennedyja umrla je od srčanog udara tijekom vježbanja u teretani u Washington DC.
- 16. svibnja 2012. - Mary Richardson Kennedy, bivša supruga Roberta F. Kennedyja ml., počinila je samoubojstvo na svom imanju u Bedfordu, Westchester County, New York.
- 1. kolovoza 2019. - Saoirse Roisin Kennedy Hill, unuka Roberta F. Kennedyja umrla je od slučajnog predoziranja narkoticima.
- 2. travnja 2020. - Maeve Kennedy McKean i njen osmogodišnji sin Gideon McKean poginuli su tijekom prevrtanja kanua u zaljevu Chesapeake.